# Neomammillaria lasiacantha
Neomammillaria lasiacantha là một loài thực vật có hoa trong họ Cactaceae. Loài này được (Engelm.) Britton & Rose mô tả khoa học đầu tiên năm 1923.